# مأمون الثاني
أبو العباس مأمون بن مأمون المعروف بمأمون الثاني (تُوفي في آذار 1017 م) كان الحاكم المأموني لخوارزم من عام 1009 حتى وفاته في عام 1017 م، بعد أن خلف أباه الحسن علي في ذلك المنصب. كان ابن مأمون الأول بن محمد.
جاء أعظم تهديد لحكم المأمون من السلطان الغزنوي محمود. نظر محمود إلى خوارزم على أنها مقاطعة ذات أهمية استراتيجية، لأنها ستسمح له بتوسيع الجبهة ضد أكبر أعدائه، القراخانيين من بلاد ما وراء النهر. عندما أرسل الخليفة القادر إلى المأمون العديد من الجوائز، بما في ذلك حق تولية تنصيب لخوارزم (مؤكدًا أنه حاكم مستقل) في عام 1014 م، وقد رفض المأمون قبول الجوائز في عاصمته، خوفًا من أن يؤدي قبول رموز الاستقلال الشخصية إلى غضب محمود والغزو الغزنوي. بدلًا من ذلك أرسل وفدًا لقبول الجوائز في السهوب. وتزوج المأمون أيضًا من أخت محمود حرة الختالي - التي كانت متزوجة سابقًا من أخيه - في عام 1015 أو 1016 م.
رغم هذه الجهود لاسترضاء محمود، طالب الغزنويون المأمون بوضع اسمه في الخطبة، معترفين فعليًا بسيادته. ورغم معارضة النبلاء والجيش لهذا الإجراء، لم يكن أمام المأمون خيار سوى الرضوخ. فوافق على وضع اسم محمود في الخطبة وتلبية مطالب مهينة أخرى. ردًا على ذلك، ثار الجيش وقُتل المأمون. نصّب المتمردون ابن أخيه محمدًا على العرش، لكن محمود استغل وفاة صهره كذريعة لضم خوارزم.
خلال عهد المأمون، أقام في خوارزم عدد من العلماء، مثل البيروني، وكان من مطالب محمود الشاه إرسال عدد منهم إليه. كما كان المأمون مسؤولًا عن العديد من مشاريع البناء؛ إذ أمر ببناء مئذنة في غرغانج عام 1011 م.

## طالع أيضًا
- الغزو الغزنوي لخوارزم[الإنجليزية]